# Chicontepec de Tejeda
Chicontepec de Tejeda (en náhuatl: Chikometepetl ‘En los siete cerros’) es una localidad mexicana ubicada en la Huasteca Baja del estado de Veracruz. Se encuentra a 520 m s. n. m. Su nombre proviene del náhuatl chikome (siete) y tepetl (cerro).

## Historia
Existen registros de la existencia del lugar antes de la conquista española. Perteneció a la provincia huasteca de Zicoac, cuya cabecera se encontraba en la congregación actual de San Isidro o Dr. Montes de Oca, en el municipio de Temapache. Conquistados por la Triple Alianza, el pueblo de Chicontepec tributó a México, Texcoco y Tacuba.
Recién a fines del siglo XVI se empieza a congregar el pueblo de Chicontepec. El 8 de julio de 1592 se señalaron cuatro puntos de congregación: Santa Catarina Chicontepec, San Juan Texcatepec, San Cristóbal Ixhuatlán y San Francisco Zontecomatlán Chicontepec. El 7 de octubre del mismo año el Virrey comisionó a Pedro Portes para fundar la congregación de Chicontepec, y se previó que las tierras y otros bienes que dejaron los naturales de las estancias quedaran bajo la jurisdicción de Meztitlán. Las estancias o antiguos pueblos jurisdiccionados a Chicontepec correspondían a los actuales municipios de Chicontepec y Benito Juárez. 
En 1746 Santa Catarina Chicontepec era un pueblo de la jurisdicción de la Alcaldía Mayor de Huayacocotla. A partir de diciembre de 1786, Chicontepec perteneció a la primera Intendencia de Puebla. Al ser nuevamente secularizado el lugar, la Iglesia fue reconstruida a principios del siglo XIX con tres naves. Fue incendiada en la guerra de Independencia, quemándose los archivos parroquiales. Desde el 1 de diciembre de 1853, pasó a formar parte del Estado de Veracruz. El 31 de julio de 1877 se traslada a Huayacocotla, la cabecera del Cantón de Chicontepec.
Por decreto de 6 de septiembre de 1910, la villa de Chicontepec se eleva a la categoría de ciudad, y por decreto de 13 de octubre de 1960, la ciudad se llama Chicontepec de Tejeda, en honor del revolucionario y gobernador del Estado, General Adalberto Tejeda Olivares, nacido en este lugar.

## Geografía

### Límites
Limita al norte con Tantoyuca e Ixcatepec, al sur con Benito Juárez e Ixhuatlán de Madero, al este con Tepetzintla y Temapache y al oeste con el Estado de Hidalgo.

### Hidrografía
Se encuentra regado por pequeños tributarios del río Tuxpan, entre los que se encuentran el Calabozo, que nace en la sierra de Huayacocotla y sirve de límite con el Estado de Hidalgo. Cuenta con varios arroyos, destacando los de Camaitlán, Ahuimol, La Antigua, Tlacolula y Camotipan.

### Orografía
El municipio se encuentra ubicado en la región montañosa de la Huasteca Veracruzana, donde las ramificaciones de la Sierra Madre Oriental reciben el nombre local de la Sierra de Chicontepec, significando precisamente “el séptimo cerro”. 
Clima: 22 – 26 °C, con precipitaciones de 1 400 – 1 600 mm; teniendo los siguientes climas Cálido subhúmedo con lluvias en verano (74%), cálido húmedo con abundantes lluvias en verano (12%), semicálido húmedo con abundantes lluvias en verano (9%), semicálido húmedo con lluvias todo el año (4%) y cálido húmedo con lluvias todo el año (1%).

### Flora
Los ecosistemas que coexisten en el municipio son el de bosque alto perennifolio, mediano perennifolio y secundario. 

### Fauna
En el municipio se desarrolla una fauna compuesta por poblaciones de tlacuaches, mapaches, armadillos, conejos, venados , aves, reptiles y muchos insectos.

## Personas destacadas
- Adalberto Tejeda Olivares - general revolucionario y gobernador del estado.
- Alfonso Medellín Zenil
- Joaquín Solano Chagoya
- Nahum B. Zenil